# Yuri (etnia)
Los yuris o yuríes son indígenas habitantes de la cuenca del río Puré y la cabecera del río Bernardo, entre los ríos Caquetá (del que son afluentes los anteriores) y Putumayo, en Colombia, departamento del Amazonas, frontera con Brasil. También se les conoce como Arojes, Caraballos o Carabayos.

## Etnohistoria
Según Eugenio Ribeiro, en 1775, los yuris se distinguían por un tatuaje negro alrededor de la boca, el cual se extendía hasta las orejas. Vivían en grandes malocas de más de diez familias, rodeadas de huertos.
En 1894, Antonio Cuervo, en sus documentos sobre la geografía e historia de Colombia, los describe como indios guerreros, tan prevenidos que no salen de sus casas a diligencia alguna sin empuñar un manojo de dardos. También se refiere a ellos como laboriosos.
En 1962 el "Censo indolingüístico de Colombia" de Marcelino de Castellví mecionó a los yuri viviendo en el alto Puré y en la quebrada Tamani afluente del río Putumayo.
En 1978 Germán Castro Caycedo en su libro Perdido en el Amazonas (ISBN 958614651-0) en que narra la historia de Julián Gil Torres, presenta el caso de unos indígenas del río Puré, secuestrados por el ejército colombiano en La Pedrera en 1969, sólo contactados antes por el protagonista y acusados de haberlo desaparecido y a quienes llamaban "caraballos", por su supuesto parecido con el boxeador colombiano Bernardo Caraballo, famoso por esos años. El libro presenta las fotografías de estos indígenas, que finalmente fueron liberados, sin que se supiera más de ellos y también la imagen tomada desde el aire de su maloca.
En 2010 el fotógrafo Cristóbal von Rothkirch tomó fotografías aéreas de malocas yuri similares a la de los indígenas retenidos en 1969.

## Costumbres
Los Yuri sólo usaban un guayuco para proteger sus partes íntimas, las mujeres andaban completamente desnudas. Ellas invertían gran parte de su tiempo decorando cuidadosamente sus cuerpos antes de las celebraciones de rituales y bailes. Usaban collares hechos con dientes de animales. En los tobillos usaban cascabeles hechos con semillas. También se adornaban las cabezas con coronas de plumas, dejándolas colgar por la espalda.

## Lengua
Se conocíann los vocabularios recolectados Johan Baptist Spix y Karl Martius entre 1817 y 1820 y el publicado por Alfred Wallace en 1853. Fueron publicados nuevamente por Sergio Elías Ortiz en 1965. Sobre esta base Curt Nimuendajú estableció relaciones de parentesco entre el yuri y el idioma ticuna, ratificadas en 2009 por un estudio comparativo de Fernando Carvalho.
Sin embargo, Daniel Brinton y Günter Tessmann identificaron influencia de las leguas arawak en la yurí; mientras que Marcelino Castellví y Čestmír Loukotka encontraron relaciones entre el idioma yurí y las lenguas caribe. Los vocabularios han permitido además a otros expertos afirmar que podría tener relación con las lenguas tukano o ser una lengua independiente.
En 1969, el sacerdote Antonio Font recolectó un listado de algunas palabras habladas por los indígenas que estaban retenidos en La Pedrera. Al cotejar estas palabras con las recolectadas por Wallace, Vidal y Pinell afirmó que la hipótesis de que los vocablos recogidos a la familia del Puré pertenecen a la lengua yuri parece acertada. En 2010, Juan Álvaro Echeverri incluyó en la comparación también los vocabularios de Spix y Martius de diferente pueblos indígenas de la región y concluyó que el idioma de los caraballo es afín con la estirpe yurí. En 2014, Seifart y Echeveri incluyeron en las comparaciones el vocabulario yurí recolectado por Johann Natterer en 1833, lo que les permitió aumentar las evidencias de las relaciones entre yurí, carabayo y ticuna.

## Actualidad
En el 2002, el gobierno colombiano, con el fin de garantizar la protección del territorio y la supervivencia de los Yuri (cuya población se calcula en poco más de 200 personas), así como de respetar su decisión de no tener contacto con la sociedad mayoritaria, creó el parque nacional natural del río Puré, en las áreas no municipalizadas de La Pedrera, Tarapacá y Puerto Arica, en el Departamento del Amazonas.